# 大和里菜
大和里菜（日语：大和 里菜，1994年12月14日—）是日本女藝人，為女性偶像團體乃木坂46前成員，宮城縣出身，前所屬經紀公司為Promage。

## 略歷
- 2011年8月，通過選拔後正式成為乃木坂46成員。
- 2014年12月15日，因為未成年喝酒解除合约。10月发售的《周刊文春》爆出大和里菜未成年饮酒的消息，11月1日大和里菜也曾在博客里写道“我轻率的行为给大家添了很多麻烦，真的非常抱歉”等向粉丝们道歉。
- 2019年，据《周刊文春》报导，大和里菜2年前和高桥佑也不伦恋曝光，当时遭男方暴打惊动警方调查。高桥佑也是女演员三田佳子的次子，在1998年和2000年两次被发现违反兴奋剂取缔法，三田不得不暂停演艺事业，后来逐渐恢复工作。

## 演出

### 電視劇
- 欺詐偶像（東京電視台、2012年1月13日 - 4月6日）

## 外部連結
- 大和里菜官方網站（日語）
- Promage個人介紹頁（日語）
- 大和里菜官方部落格（日語）
- 大和里菜的X（前Twitter）（2015年10月1日 - ）（日語）
- 大和里菜的Instagram帳戶（日語）

乃木坂46時期
- 乃木坂46個人介紹頁（日語）
- 乃木坂46 大和里菜 官方部落格（日語）